# Wohnhaus Am Weserdeich 24
Das Wohnhaus Am Weserdeich 24 an der Weser im niedersächsischen Elsfleth-Oberhammelwarden, im Landkreis Wesermarsch, stammt aus dem 19. Jahrhundert.

Aktuell (2023) wird es als Wohnhaus genutzt.
Das Gebäude steht unter Denkmalschutz (siehe auch Liste der Baudenkmale in Elsfleth).

## Beschreibung
Das eingeschossige giebelständige Gebäude in Backstein direkt hinter dem Deich, mit reetgedecktem Krüppelwalmdach und beidseitig neueren Schalbenschwanzgauben, wurde um die Mitte oder in der zweiten Hälfte des 19. Jahrhunderts gebaut.
Das Landesdenkmalamt befand: „… geschichtliche Bedeutung … als beispielhaftes und gut erhaltenes ländliches Wohnhaus …“